# Фольен, Жозеф
Жозеф Кловье Луис Мари Эммануель Фольен (фр. Joseph Clovis Louis Marie Emmanuel Pholien, 28 декабря 1884 — 4 января 1968) — бельгийский католический политический деятель. С 16 августа 1950 года по 15 января 1952 года был на посту премьер-министра Бельгии. Входил в социально-христианскую партию Бельгии.

## Биография
Жозеф Фольен родился 28 декабря 1884 года в Льеже. Он учился в университете Брюсселя и получил юридическую степень в 1906 году. Во время Первой мировой войны Фольен был призван в бельгийскую армию. После войны он стал успешным юристом и был выбран в сенат Бельгии от Социально-христианской партии в 1936 году. Фольен занимал пост министра юстиции в правительстве Поля-Анри Спаака с мая 1938 по февраль 1939 года. Во время Второй мировой войны Жозеф Фольен вернулся на военную службу. После капитуляции Леопольда III Фольен написал документ, который сделал легитимным Бельгийское правительство в изгнании. Он остался в Бельгии во время оккупации, работал с Сопротивлением и несколько раз был арестован немцами. С освобождением Бельгии Фольен вернулся в Сенат. Он был сторонником возвращения монарха на трон без условий. 15 августа 1950 года Жозефа Фольена попросили в качестве премьер-министра Бельгии сформировать правительство.
В 1950 году ООН призвала страны помочь в войне в Корее, и Бельгия, под управлением Фольена, быстро приняла меры для военного обеспечения войск США и ООН. Жозеф Фольен оставался на посту до вынужденного ухода в 1952 году, из-за недовольства партии его экономической политикой. Фольен вернулся в Сенат, где и проработал до пенсии в 1961 году. Он умер 4 января 1968 года у себя дома в Брюсселе.